# Мишо, Андре
Андре́ Мишо́ (фр. André Michaux; 8 марта 1746, Версаль — 11 октября 1802, Туамасина) — французский путешественник и ботаник второй половины XVIII века.

## Биография
Андре Мишо родился под Версалем на ферме Сатори (ныне включена в Версальский парк), где служил его отец.
Мишо изучал ботанику у доктора Луи Гийома Ле Монье, врача королей Людовика XV и Людовика XVI и профессора ботаники в Королевском саду лекарственных растений, прослушал курс у Бернара де Жюссьё в версальском Трианоне.
В 1779 году, после получения диплома ботаника, он посетил Англию, где поработал в Королевских ботанических садах в Кью, изучая британскую флору.
В 1780 году он участвовал в ботанической экспедиции Ламарка в Оверни, собирал гербарии во французских и испанских Пиренеях.

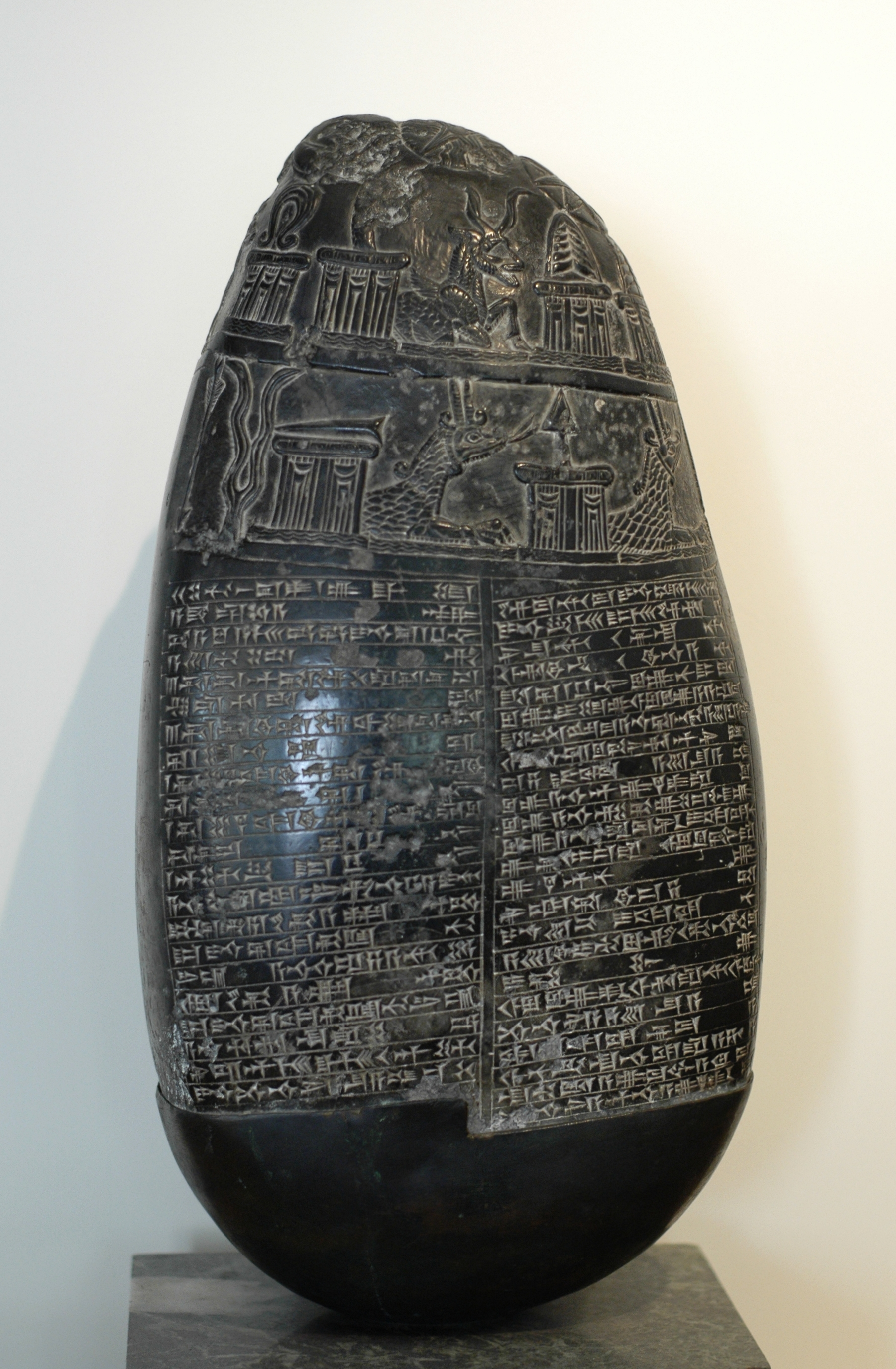
Так называемый «Камень Мишо», Кабинет медалей, Париж

В 1782 Мишо был послан французским правительством в Персию с научно-ботаническими целями. Его сопровождал в поездке французский консул Жан-Франсуа Руссо, двоюродный брат философа Жан-Жака Руссо. Несколько месяцев они провели в Алеппо, Багдаде и Басре, откуда он отправился в Персию, но был остановлен на выезде из Басры восстанием арабов против власти Османской империи, ограблен и потерял всё за исключением книг. Несколько дней спустя он смог, наконец, добраться до Персии, где беспрепятственно путешествовал от Персидского залива до Каспийского моря. После трёх с половиной лет путешествия, наполненного научными изысканиями, он вернулся во Францию с большим гербарием переднеазиатской флоры. Коллекции французских ботанических садов были пополнены им множеством растений, в их числе были Дзельква граболистная (Zelkova carpinifolia), Лапина ясенелистная (Pterocarya fraxinifolia) и Мишоксия колокольчиковидная (Michauxia campanuloides). Он также привёз первые образцы эпиграфических клинописных материалов, в частности, вавилонского кудурру, известного ныне как Камень Мишо. Этот известный памятник в настоящее время хранится в Кабинете медалей Департамента монет, медалей и древностей Национальной библиотеки Франции.
За успешное выполнение задач своей первой поездки он был назначен королевским ботаником Людовика XVI и направлен в Соединённые Штаты осенью 1785 года, с тем чтобы найти растения для акклиматизации в лесах, парках и садах Франции. В этой экспедиции его сопровождал сын Франсуа Андре (1770—1855), с которым он путешествовал и в первый раз. Андре Мишо исследовал Северную Америку от штата Флорида (тогда под испанским владычеством) до Гудзонова залива (Канада) и устья Миссисипи.

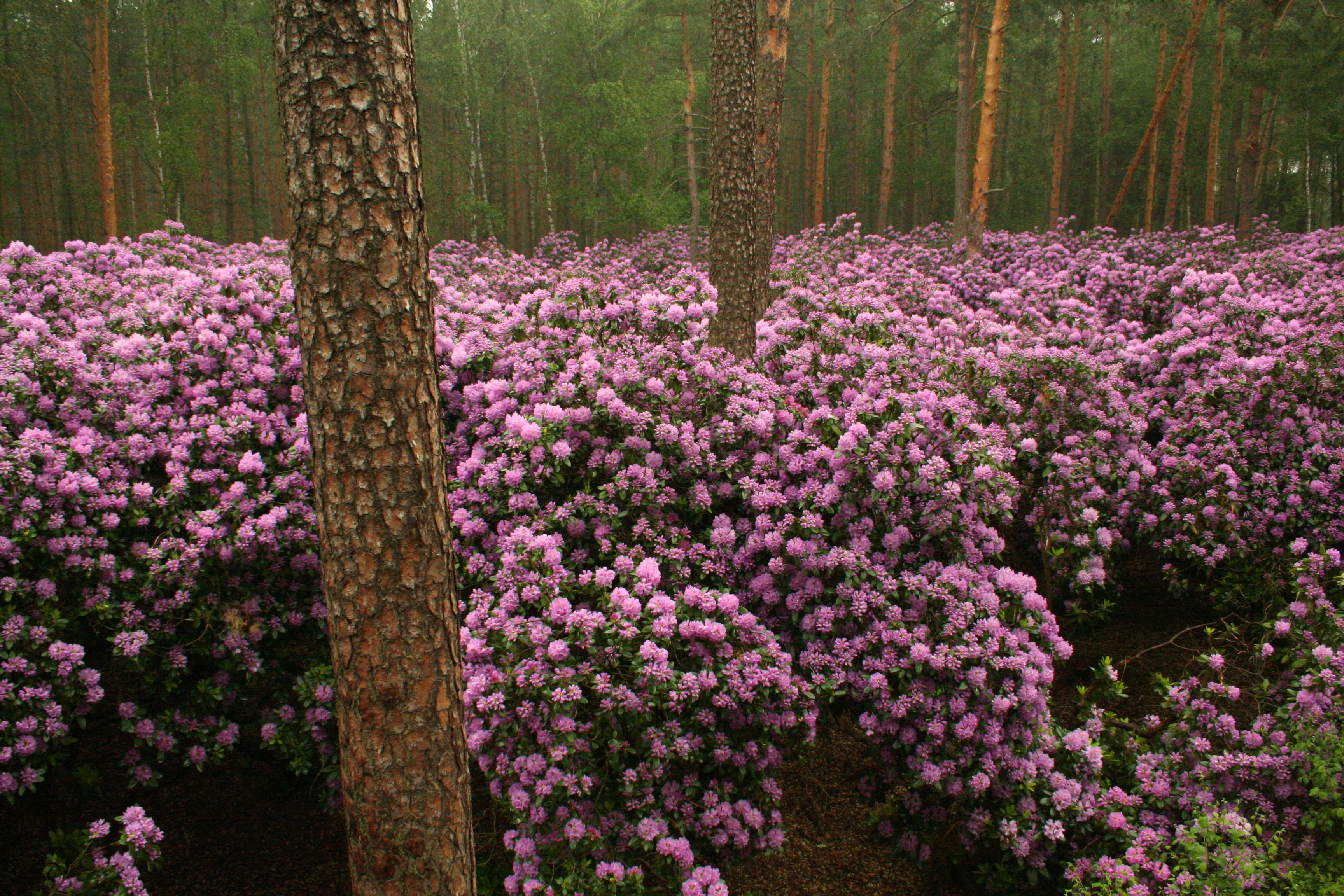
Одно из растений, найденных и впервые описанных Андре Мишо

В 1786 году Мишо основал ботанический сад в Чарльстоне (Южная Каролина), откуда он начинал свои экспедиции, каждая новая смелее предыдущей. Он нашёл и впервые описал многие новые виды растений в это время, собрал множество сеянцев и семян для отправки во Францию (среди них много новых видов дуба, клёна, ореха; Виргилия жёлтая (Cladrastis lutea), Магнолия крупнолистная (Magnolia macrophylla), Рододендрон катэвбинский (Rhododendron catawbiense)). В то же время он привёз в Америку новые растения из разных регионов мира, такие, как Дзельква городчатая (Zelkova crenata), Османтус (Osmanthus), Лагерстрёмия индийская (Lagerstroemia indica), Альбиция ленкоранская (Albizzia julibrissin), Гинкго двухлопастный (Ginkgo biloba), Чай (Camellia sinensis).
При возвращении во Францию в 1796 году его корабль потерпел крушение на побережье Голландии, в небольшом порту Эгмонд-ан-Зее. Большую часть коллекций удалось спасти. Вернувшись в Париж 23 декабря 1796 года, он так никогда и не получил платы за свои труды: во Франции торжествовала Республика.
В 1800 году Мишо примкнул к экспедиции Николя Бодена (1754—1803), направлявшуюся в Австралию, но оставил экспедиционное судно на Маврикии. После года пребывания на этом острове он отправился на Мадагаскар, чтобы изучить флору этого острова, но заболел тропической лихорадкой и умер три месяца спустя.
В честь Андре Мишо названы род Мишоксия (Michauxia L'Hér.) семейства Колокольчиковые и ряд видов растений.
В США, в Пенсильвании есть Государственный лес Мишо. В Квебеке его именем назван экологический заповедник и остров на озере Мистассини.

## Печатные труды

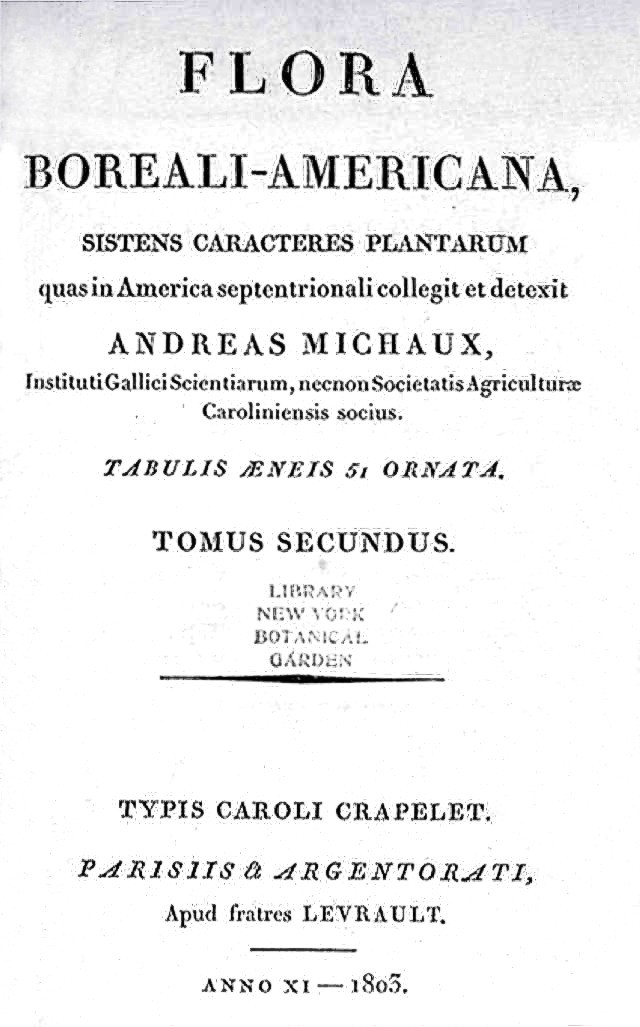
Титульный лист книги Flora Boreali-Americana

Мишо написал две большие работы о растениях Северной Америки: «Histoire des chênes de l’Amérique septentrionale» (1801), с 36 таблицами; «Flora Boreali-Americana» (2 тома, 1803), с 51 таблицей (доступны на сайте Botanicus[где?]).
Его сын, также ботаник Франсуа-Андре Мишо, опубликовал несколько книг, посвящённых лесам Северной Америки («Histoire des arbres forestiers de l’Amérique septentrionale»), где, в дополнение к своим собственным исследованиям, сделал многочисленные ссылки на неопубликованные работы отца. Это издание состоит из трёх томов, изданных в 1810—1813 годах, с 156 таблицами. Английский перевод был издан в 1817—1819 годах под названием «The North American Sylva».